# زرينة ورمزيار (مقاطعة ديواندرة)
زرينة ورمزيار (بالفارسية: زرینه ورمزیار) هي قرية تقع في قسم قراتورة الريفي (مقاطعة ديواندرة) في إيران. يقدر عدد سكانها بـ 566 نسمة بحسب إحصاء 2016.